# Громаки
Громаки — деревня в Дорогобужском районе Смоленской области России. Входит в состав Озерищенского сельского поселения. 
Население — 14 жителей (2007 год). 
Расположена в центральной части области в 18 км к юго-западу от Дорогобужа, в 6 км западнее автодороги Р137 Сафоново — Рославль, на берегу реки Ужа. В 19 км южнее от деревни находится железнодорожная станция Дёмщино на линии Смоленск-Сухиничи. 

## История
В годы Великой Отечественной войны деревня была оккупирована гитлеровскими войсками в октябре 1941 года, освобождена в сентябре 1943 года.